# Carlos Tamara
Carlos José Tamara Paternina, född 15 mars 1983 i Sincelejo, är en colombiansk boxare som deltog i olympiska sommarspelen 2004.